# Dekanat Ostrołęka – Nawiedzenia Najświętszej Maryi Panny
Dekanat Ostrołęka – Nawiedzenia NMP – jeden z 24 dekanatów w rzymskokatolickiej diecezji łomżyńskiej.

## Parafie
W skład dekanatu wchodzi 6 parafii:
- parafia św. Anny w Dąbrówce
- parafia Miłosierdzia Bożego w Łęgu Starościńskim
- parafia Narodzenia NMP w Nowej Wsi
- parafia NMP Królowej Polski w Olszewie-Borkach
- parafia Nawiedzenia NMP w Ostrołęce
  - kościół parafialny – Nawiedzenia NMP
- parafia św. Stanisława Kostki w Żebrach-Perosach.

## Sąsiednie dekanaty
Kadzidło, Krasnosielc, Łomża – św. Brunona, Ostrołęka – św. Antoniego, Różan